# Murowaniec (województwo wielkopolskie)
Murowaniec – wieś w Polsce, położona w województwie wielkopolskim, w powiecie kaliskim, w gminie Szczytniki.
| SIMC    | Nazwa                 | Rodzaj    |
| ------- | --------------------- | --------- |
| 0209964 | Marchwacz-Leśniczówka | część wsi |

W latach 1975–1998 wieś należała administracyjnie do województwa kaliskiego.